# Ana Vaz
Ana Vaz (Brasilia, 1 de enero de 1986) es una cineasta y artista brasileña.

## Trayectoria
Estudió en el Royal Melbourne Institute of Technology y en Le Fresnoy Studio National des Arts Contemporains.Después de graduarse dirigió el cortometraje experimental Sacris Pulso (2008), en el que se contempla la capital de Brasil en tanto que ruina del futuro para viajar entre la memoria y la ficción. Para ello utilizó una versión cinematográfica de Brasilia de Clarice Lispector, Brasiliários, como material de partida. Desde entonces en sus proyectos audiovisuales ensambla found footage y material propio para explorar y especular sobre las hibridaciones entre los mitos, la geografía, la política y la historia.
Formó parte del proyecto SPEAP (Sciences Po, École des Arts Politiques)  un programa multidisciplinar para la experimentación científica, artística y pedagógica concebido y dirigido por el filósofo Bruno Latour con el objetivo "observar, explicar y explorar colectivamente formas de crear un espacio público compartido, así como nuevos modos de expresión para cuestiones políticas, económicas, ecológicas y/o científicas que son necesariamente controvertidas".
Vaz también participó en la fundación del colectivo COYOTE con Tristan Bera, Nuno da Luz, Elida Hoëg y Clémence Seurat, un grupo interdisciplinar comprometido con la ecología, la etnología y las ciencias políticas, campos en los que se centraron sus trabajos.
En su obra, Vaz toma como punto de partida su experiencia vital para explorar cuestiones históricas, políticas y culturales. Con un lenguaje muy personal se acerca a la etnografía para plasmar entornos naturales y los personajes que lo habitan, sugiriendo con ellas la posibilidad de repensar colectivamente las formas representativas del presente y de la historia.
En sus primeras obras, A Idade da Pedra, Occidente y Há Terra! manifiesta una actitud de rechazo frente a una narrativa que sea total y única, apostando por un modo de contar que muestre la complejidad de las múltiples capas existente y que forman para de los relatos que ella propone, otorgando siempre a la cámara un papel activo en la narrativa que crea.
```
"La obra en sí misma no existe, no hay un todo o una totalidad, lo que existe es una serie de gestos, una multiplicidad de perspectivas, un modo salvaje de pensar, una historia que no es la suya y que se encarna en un mosaico de materiales y recursos: en movimiento o inmóvil, fraseada o filmada, impresa o itinerante. Quiero desorganizar, disociar a través de la asociación, reunir cosas para deshacer su estado normativo. Un devenir múltiple a través del cine o de otro modo, una desvinculación del pensamiento histórico y de la prosa monolítica, un devenir que haga de la narración un arte del engaño, de la trampa y de la traición tanto a la vista como al oído sólo para descolonizar permanentemente nuestros modos de pensar".
[
6
]
```

Posteriormente, en Atomic Garden su estilo toma tintes apocalípticos conjugando belleza y caos para llamar la atención para reconsiderar la acción y presencia del ser humano en el planeta.
En 2015 recibió el premio Kazuko Trust, en reconocimiento a la excelencia y la innovación artísticas de su trabajo con la imagen en movimiento.En palabras de Rachel Rakes, crítica y programadora independiente de la  Film Society of Lincoln Center que otorga la beca junto a la Kazuko Trust, "La artista y cineasta brasileña Ana Vaz combina el cine y el vídeo, la etnografía y la especulación, la fotografía precisa y el  metraje encontrado en su serie de obras breves y cuidadosamente elaboradas".En el año 2020 obtuvo una beca en el Sundance Film Institute Nonfiction Grantee.
Ana Vaz es también profesora en la Escuela Internacional de Cine y Televisión de San Antonio de los Baños en Cuba.
Su ópera prima É noite na América (2022) fue seleccionada para el programa Harbour del IFFR 2023.

## Obra
Las obras de Ana Vaz se proyectaron en múltiples festivales de cine internacionales como el Festival de Cine de Nueva York (como parte de Views from the Avant-Garde, Festival Internacional de Cine de Toronto (Wavelengths), Visions du Réel (Paris), Media City, Ann Arbor, Images, Videobrasil, Bienal de Imagen en Movimiento de Buenos Aires, Premiers Plans, Festival Internacional de Cine de Melbourne, así como en exposiciones individuales y colectivas en Rosa Brux (Bruselas), Museo de la República (Brasil), Museo de Fotografía Contemporánea (Chicago), Jeune Création (París) y Temporary Gallery (Colonia),TATE Modern (Londres), TABAKALERA (San Sebastián), Palais de Tokyo, Jeu de Paume, LUX Moving Images,  Fondación Tapiès y Whitechapel Gallery.
- 2008ː Sacris Pulso.[10]
- 2012ː Entre temps.
- 2013ː A Idade da Pedra.[11]
- 2014ː Occidente.
- 2016ː Há Terra!
- 2018ː Atomic Garden.
- 2018ː Olhe bem as montanhas...
- 2019ː Apiyemiyekî?
- 2022ː É noite na América.

## Premios y reconocimientos
- 2015ː Premio Kazuko Trust Award de la Film Society del Lincoln Center.
- 2015ː Gran Premio de la competición internacional en Media City Film Festival.[12]
- 2015ː Premio Principal en Fronteira International Documentary & Experimental Film Festival for Occidente.